# Dedric Dukes
Dedric Dukes (ur. 4 lutego 1992) – amerykański lekkoatleta specjalizujący się w biegach sprinterskich.
W 2009 startował na mistrzostwach świata juniorów młodszych, podczas których zajął 4. miejsce w biegu na 200 metrów oraz zdobył srebro w sztafecie szwedzkiej, ustanawiając nieaktualny już nieoficjalny rekord świata juniorów młodszych. Złoty medalista mistrzostw NCAA.

## Osiągnięcia
| Rok  | Impreza                               | Miejsce    | Konkurencja        | Pozycja    | Wynik   |
| ---- | ------------------------------------- | ---------- | ------------------ | ---------- | ------- |
| 2009 | Mistrzostwa świata juniorów młodszych | Bressanone | bieg na 200 metrów | 4. miejsce | 21,61   |
| 2009 | Mistrzostwa świata juniorów młodszych | Bressanone | sztafeta szwedzka  | 2. miejsce | 1:50,33 |

## Rekordy życiowe
- Bieg na 100 metrów – 10,13 (2016)
- Bieg na 200 metrów (stadion) – 19,97 (2014) / 19,91w (2014)
- Bieg na 200 metrów (hala) – 20,34 (2014)
- Bieg na 400 metrów – 45,66 (2014)